# Onthophagus vespertilio
Onthophagus vespertilio är en skalbaggsart som beskrevs av Henry Fuller Howden, Cartwright och Hallfter 1956. Onthophagus vespertilio ingår i släktet Onthophagus och familjen bladhorningar. Inga underarter finns listade i Catalogue of Life.